# اندیس نمک آبی تنگلی
نمک آبی تنگلی یک اندیس غیرفلزی است که در  استان گلستان قرار دارد و مادهٔ معدنی موجود در آن، نمک است.سنگ میزبان این اندیس آبرفت است و دیرینگی آن به دوران دوران چهارم می‌رسد. 